# Liste der Bodendenkmale in Falkensee
Die Liste der Bodendenkmale in Falkensee enthält alle Bodendenkmale der brandenburgischen Stadt Falkensee und ihrer Ortsteile auf der Grundlage der Landesdenkmalliste vom 31. Dezember 2020.
Die Baudenkmale sind in der Liste der Baudenkmale in Falkensee aufgeführt.
| Gemarkung                             | Flur           | Kurzansprache | Bodendenkmalnummer | Bemerkung | Bild |
| ------------------------------------- | -------------- | --- | ------------------ | --------- | ---- |
| Dallgow, Falkensee, Wustermark (Lage) | 10, 46, 19     | Siedlung Ur- und Frühgeschichte, Siedlung slawisches Mittelalter, Befestigung Ur- und Frühgeschichte, Siedlung Eisenzeit, Siedlung Neolithikum, Rast- und Werkplatz Mesolithikum | 50533              |           |      |
| Falkensee (Lage)                      | 24             | Siedlung Urgeschichte, Siedlung Bronzezeit | 50006              |           |      |
| Falkensee (Lage)                      | 31             | Siedlung Eisenzeit, Siedlung Bronzezeit | 50007              |           |      |
| Falkensee (Lage)                      | 41             | Gräberfeld Bronzezeit, Siedlung römische Kaiserzeit | 50008              |           |      |
| Falkensee (Lage)                      | 40, 41         | Siedlung Bronzezeit, Siedlung Eisenzeit, Siedlung römische Kaiserzeit | 50009              |           |      |
| Falkensee (Lage)                      | 22, 24, 26, 28 | Siedlung slawisches Mittelalter | 50010              |           |      |
| Falkensee (Lage)                      | 51             | Siedlung Eisenzeit, Siedlung römische Kaiserzeit, Siedlung Mittelalter | 50011              |           |      |
| Falkensee (Lage)                      | 22             | Gräberfeld Bronzezeit | 50012              |           |      |
| Falkensee (Lage)                      | 45             | Gräberfeld Bronzezeit | 50013              |           |      |
| Falkensee (Lage)                      | 30             | Siedlung Bronzezeit, Dorfkern deutsches Mittelalter, Dorfkern Neuzeit, Siedlung Eisenzeit                                                                                        | 50014              |           |      |
| Falkensee (Lage)                      | 18, 29         | Dorfkern deutsches Mittelalter, Dorfkern Neuzeit | 50015              |           |      |
| Falkensee (Lage)                      | 49, 51         | Siedlung slawisches Mittelalter | 50016              |           |      |
| Falkensee (Lage)                      | 38             | Siedlung römische Kaiserzeit, Siedlung Bronzezeit, Siedlung Neolithikum, Siedlung Eisenzeit, Siedlung slawisches Mittelalter, Siedlung deutsches Mittelalter                     | 50017              |           |      |
| Falkensee (Lage)                      | 51             | Kultstätte Neolithikum, Kultstätte Bronzezeit | 50018              |           |      |
| Falkensee (Lage)                      | 51             | Siedlung Neolithikum, Siedlung römische Kaiserzeit | 50019              |           |      |
| Falkensee (Lage)                      | 31             | Siedlung Eisenzeit, Siedlung Bronzezeit | 50021              |           |      |
| Falkensee (Lage)                      | 51             | Siedlung Neolithikum | 50022              |           |      |
| Falkensee (Lage)                      | 20             | Siedlung Urgeschichte, Rast- und Werkplatz Mesolithikum, Siedlung Neolithikum | 50023              |           |      |
| Falkensee (Lage)                      | 49             | Siedlung Urgeschichte, Siedlung Neolithikum | 50024              |           |      |
| Falkensee (Lage)                      | 20, 48         | Siedlung römische Kaiserzeit, Gräberfeld Bronzezeit, Rast- und Werkplatz Mesolithikum                                                                                            | 50025              |           |      |
| Falkensee (Lage)                      | 28, 29         | Siedlung Urgeschichte | 50026              |           |      |
| Falkensee (Lage)                      | 24, 27, 28     | Siedlung römische Kaiserzeit, Siedlung Eisenzeit, Siedlung slawisches Mittelalter, Siedlung deutsches Mittelalter                                                                | 50027              |           |      |
| Falkensee (Lage)                      | 49             | Siedlung Steinzeit, Siedlung Urgeschichte | 50028              |           |      |
| Falkensee (Lage)                      | 49             | Siedlung Steinzeit, Siedlung Urgeschichte | 50029              |           |      |
| Falkensee (Lage)                      | 18, 21, 29     | Siedlung deutsches Mittelalter, Siedlung römische Kaiserzeit | 50030              |           |      |
| Falkensee (Lage)                      | 49             | Rast- und Werkplatz Neolithikum | 50031              |           |      |
| Falkensee (Lage)                      | 51             | Rast- und Werkplatz Steinzeit | 50032              |           |      |
| Falkensee (Lage)                      | 31             | Siedlung Neuzeit, Siedlung deutsches Mittelalter, Siedlung Bronzezeit, Siedlung Eisenzeit                                                                                        | 50033              |           |      |
| Falkensee (Lage)                      | 28             | Konzentrationsaußenlager Neuzeit | 50057              |           |      |
| Falkensee (Lage)                      | 46             | Gräberfeld Bronzezeit | 50531              |           |      |
| Falkensee, Wustermark (Lage)          | 45, 19         | Siedlung Ur- und Frühgeschichte | 50536              |           |      |
| Brieselang, Falkensee (Lage)          | 13, 51         | Siedlung Eisenzeit, Siedlung deutsches Mittelalter, Siedlung Bronzezeit, Siedlung slawisches Mittelalter, Siedlung Neolithikum, Siedlung römische Kaiserzeit                     | 50020              |           |      |